# Pracownie Sztuk Plastycznych

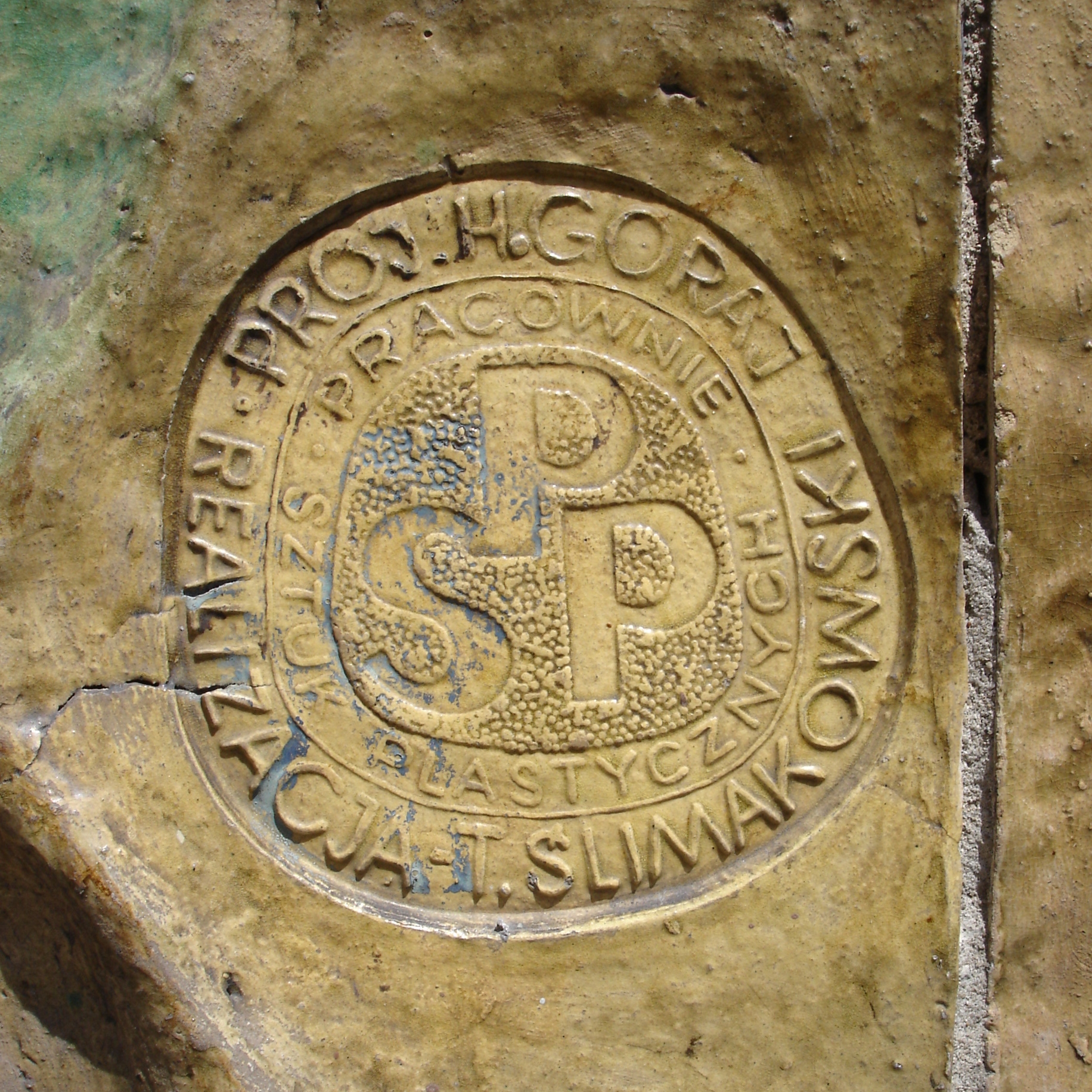
Sygnatura PSP i wykonawców na naściennej dekoracji ceramicznej na jednej z chorzowskich ulic.

Logo nowo otwartego Warszawskiego Dworca Centralnego, zaprojektowane przez Pracownie Sztuk Plastycznych

Pracownie Sztuk Plastycznych – powołane decyzją Ministra Kultury i Sztuki z dnia 23 grudnia 1949 roku pod nazwą Państwowe Przedsiębiorstwo Robót Dekoracyjnych. W 1951 roku nazwę zmieniono na PP Pracownie Sztuk Plastycznych. Miały za zadanie skupić środowiska artystów plastyków wokół zadań związanych z odbudową powojenną kraju pod państwowym mecenatem. Wokół PSP byli i są skupieni doświadczeni, wybitni w swoich dyscyplinach twórczych artyści – profesorowie i absolwenci wyższych uczelni plastycznych.
Siedziba Dyrekcji Naczelnej PSP mieściła się w Warszawie w pałacu Konstantego Zamoyskiego przy ulicy Foksal. Początkowo istniało 17 oddziałów we wszystkich miastach wojewódzkich, potem zwiększono liczbę oddziałów, delegatur i ekspozytur do 45, 3 samodzielnych Zakładów i 30 Galerii Sztuki Współczesnej. W największym Oddziale Warszawskim, przy ulicy Karmelickiej 9 i Finlandzkiej 10 działały pracownie: architektury wnętrz, grafiki, informacji wizualnej i dekoracji, wystawiennictwa, konserwacji dzieł sztuki, rzeźby, kamieniarstwa, ceramiczna, malarstwa, fotografiki, form różnych, opakowań. W 1964 roku PSP uruchomiła własną Doświadczalną Oficynę Graficzną. Obok działalności wydawniczej była ona szkołą dla grafików Akademii Sztuk Pięknych zainteresowanych typograficznymi metodami druku.
Pod patronatem PSP powstały nowatorskie projekty architektoniczne obiektów użyteczności publicznej – teatrów, muzeów, dworców, obiektów sportowych, zaprojektowano wiele pomników, medale, dzieła metaloplastyki, arcydzieła sztuki poligraficznej oraz znane znaki graficzne.
Po przemianach ustrojowych w 1989 roku PSP zostały sprywatyzowane. W 1993 roku pracownicy Oddziału Warszawskiego PSP założyli spółkę z ograniczoną odpowiedzialnością Pracownia Sztuk Plastycznych.

## Niektóre realizacje PSP

### Pomniki
- Pomnik Czynu Powstańczego na Górze Św. Anny – proj. Xawery Dunikowski
- Pomnik Ofiar Obozu Zagłady w Treblince – proj. Franciszek Strynkiewicz, Franciszek Duszeńko, Adam Haupt
- Pomnik Bohaterów Ziemi Białostockiej w Białymstoku – proj. Jan Bohdan Chmielewski
- Pomnik Powstańców Śląskich w Katowicach – proj. Kazimierz Gustaw Zemła
- Pomnik Czynu Polaków w Szczecinie – proj. Kazimierz Gustaw Zemła
- Pomnik Stanisława Wyspiańskiego w Krakowie – proj. Marian Konieczny
- Pomnik Lotnictwa Polskiego w Warce – proj. R. Gruszczyński
- pomnik Mikołaja Kopernika we Fromborku – proj. Mieczysław Welter
- Pomnik Obrońców Reduty w Mławie – proj. K. Zieliński
- pomnik Władysława Broniewskiego w Płocku – proj. Kazimierz Gustaw Zemła, J. Niedźwiedzki
- pomnik Fryderyka Chopina w Sannikach i Dusznikach – proj. L. Nitsche, E. Żarowski
- Pomnik Małego Powstańca w Warszawie – proj. Jerzy Jarnuszkiewicz
- Pomnik Bohaterów Getta w Warszawie – proj. Natan Rapaport, Leon Suzin
- Pomnik Marcelego Nowotki w Warszawie – proj. Zofia Wolska-Łodziana i Zygmunt Stępiński[6]
- pomnik Chwała Saperom w Warszawie – proj. Stanisław Kulon
- pomnik Kardynała Stefana Wyszyńskiego w Warszawie – proj. Andrzej Renes
- Pomnik Kościuszkowca w Warszawie – proj. Andrzej Kasten
- pomnik Warszawska Nike w Warszawie – proj. Marian Konieczny
- pomnik Wincentego Witosa w Warszawie – proj. Marian Konieczny
- pomnik Polegli Niepokonani w Warszawie – proj. Kazimierz Gustaw Zemła
- Pomnik Katyński przed kościołem na Kamionku w Warszawie – proj. Antoni Janusz Pastwa, Adam Myjak
- pomnik Stanisława Moniuszki – proj. J. Szczepkowski
- pomnik Wojciecha Bogusławskiego – proj. J. Szczepkowski
- pomnik gen. Zygmunta Berlinga w Warszawie – proj. Kazimierz Danilewicz
- Pomnik I Armii Wojska Polskiego w Sandau – proj. Bronisław Koniuszy
- Pomnik Braterstwa Broni w Riazaniu – proj. Bronisław Chromy
- pomnik polskich marynarzy z ORP Grom poległych w Bitwie o Narvik w Narwiku – proj. Jan Bohdan Chmielewski
- pomnik Mikołaja Kopernika w USA – proj. Jan Bohdan Chmielewski
- pomnik Mikołaja Kopernika w Brazylii – proj. Jan Bohdan Chmielewski
- pomnik Mikołaja Kopernika w Mongolii – proj. Jan Bohdan Chmielewski
- pomnik Mikołaja Kopernika w Meksyku – proj. Mieczysław Welter[5].

### Architektura i wnętrza
- Teatr Mały w Warszawie – proj. Zbigniew Wacławek
- Teatr Powszechny w Warszawie – proj. A. Stypiński
- modernizacja Teatru Ludowego w Warszawie – proj. M. Harzing-Zborowska, K. Zaydler-Zborowski, Z. Zborowska
- gmach Operetki Warszawskiej – proj. W. Jotkiewicz, J. Dzierżko
- Muzeum Zegarów w Warszawie – proj. T. Chromy, K. Gąsiorowski, L. Klejnert
- Poliklinika Akademii Medycznej w Warszawie – proj. M. Gargała, W. Księżyc
- Zakłady Radiowe im. M. Kasprzaka w Warszawie – proj. T. Bochen, J. Narzyński, T. Chromy, K. Gąsiorowski
- Uniwersytet Gdański – proj. R. Drzewiecki, J. Bemedek, S. Niewiadomski, I. Samełko-Bemedek
- Hala widowiskowo-sportowa w Katowicach – proj. Maciej Gintowt, E. Krasińska, J. Klechniowski, T. Suliński
- Dworzec Główny PKP w Katowicach – proj. Wacław Kłyszewski, Jerzy Mokrzyński, Eugeniusz Wierzbicki
- wnętrza i elewacje Sejmu i Urzędu Rady Ministrów;
- plafony i zegar Sali Marmurowej Zamku Królewskiego w Warszawie[5]

### Grafika, znaki firmowe, logotypy
PKO, CPN, TVP, Domy Towarowe Centrum, Mostostal, FSO, PKP, PLL LOT, Centrum Zdrowia Dziecka, WDC

### Galerie sztuki
Ponad trzydzieści działających na terenie kraju, w Warszawie m.in.: Galeria Foksal, Galeria Forma, Galeria Krytyków, Mała Galeria ZPAF, Galeria Praska, Galeria Vena.